# Ошайя Рабба
Ошайя (также Ошаия; Гошайя; Хошаия) Рабба (около III века — около III века), —  Рабби Ошайя Раба жил в Кейсарии Приморской, столице римской провинции Палестина — амора первого поколения (полутаннаим); редактор сборника барайт. Предполагаемый автор «Берешит Рабба».

## Именование
Титул «Рабба», который носили также некоторые другие аморы первого поколения (раввины Хия Рабба, Исаак Рабба, Axa Рабба и др.), означал, по мнению одних, «Старший», для отличия от позднейших законоучителей того же имени, и «Великий», то есть выдающийся учёный — по мнению других. Иногда также назывался «Бериби» (בריבי‬), но чаще всего его имя встречается без всякого титула.
По-видимому, был современником рабби Ошайи Зеира (буквально «малый Ошаия») из города Негардея, отчего и названным Зеиром для отличия от Ошайи Рабба.

## Биография
Его отец, рабби Хама, и дед, рабби Биса, были известными учёными, почему к Ошайе применяли слова «тройной шнур» (др.-евр. החוט המשולש‬).
Его учителями были: отец, рабби Хия и другие. Современник и товарищ рабби Иуды II.
По мнению некоторых исследователей, имел свою академию на юге Палестины, недалеко от академии Бар Каппары. И. Галеви утверждает, что он имел академию в галилейском городе Сепфорисе, где одно время жил Бар-Каппара. По Бахеру же, родным городом Ошайи была Кесария, где жили и его родители; название םורד могло также относиться к Кесарие Приморской, а академия Бар-Каппары находилась в предместье этого же города, דוורפ.
Его академию в Кесарее посещал в течение 13 лет знаменитый рабби Иоханан, хотя, как свидетельствует Талмуд, он сам обладал большими знаниями и не нуждался в Ошайе.
Славился в Кесарее и был хорошо известен также и нееврейской среде. Об одном философе, например, рассказывается, что он обратился к Ошайе с вопросом по поводу обряда обрезания; по мнению Бахера, этот философ не кто иной, как Ориген, живший также в Кесарие и особенно восстававший против этого обряда.
Когда патриарх рабби Гамлиил III хотел ввести «демай» (десятину) в Сирии, то Ошайя запротестовал против нового отчисления, и намерение патриарха не осуществилось.
Отличался высокой нравственностью. Мидраш рассказывает, что, когда Ошайя узнал, что его ставленники, народные судьи, публично предаются пьянству, он, не выдержав этого позора, воскликнул: «Противна мне жизнь» и тотчас же умер.

## Труды
Представляется вероятным, что Ошайя был знаком с трудами Филона, чем можно объяснить некоторое сходство мыслей, встречающееся у Филона и в толкованиях Библии рабби Ошайи. Авторы ЕЭБЕ предполагают, что Ошайя был хорошо знаком с древнегреческим языком, так как широко пользовался им в агадических толкованиях.

### Сборник барайт
В галахе рабби Ошайя более известен как редактор сборника барайт. Он собрал старые традиции, не вошедшие в Мишну. В первое время после составления Мишны многие из учеников рабби Иуды I занимались составлением особых кодексов — как в дополнение к Мишне, так и независимо от неё. И сборники барайт Хийи и Ошайи отличались точностью и пользовались большим авторитетом. В сборнике Ошайи встречаются противоречия с барайтами Хийи. В Талмудах часто приводится барайта рабби Ошайи, с вводными словами др.-евр. איעשוה ׳ר ינת‬. Его сборник ценился очень высоко; последующие аморы: р. Симон бен-Лакиш, р. Элеазар и р. Иона называли его «отцом Мишны».

### Принципы
Имеются два галахических положения Ошайи, которые свидетельствуют о его самостоятельности и широком взгляде в галахе:
- им был установлен принцип: «обычай упраздняет галаху»[24].
- По мнению Ошайи, количественные размеры (שיעורין), установленные соферами (переписчиками) и представляющие необходимую часть большинства библейских законов, могут быть во всякое время изменены властью «бейт-дина»[25].

### Другое
От Ошайи сохранилось много агад.
Ему неправильно приписывается составление мидраша «Берешит Рабба», что, вероятно, произошло оттого, что этот мидраш начинается агадическим введением от имени Ошайи. По мнению Эпштейна, он действительно составил Мидраш к книге Бытия, который цитируется в Талмуде под названием «agadta de-be-Rab», но это мнение не обосновано.
Ибн-Дауд приписывает Ошайе совместно с рабби Хией также и редакцию Мехилты.
Таннаитская книга «Сифре», по предположению Эпштейна, получила свою окончательную редакцию в школе Ошайи.